# Ernst Gossler (Jurist)
Ernst Gossler (* 15. November 1806 in Hamburg; † 25. Januar 1889 ebenda) war ein deutscher Jurist.

## Leben

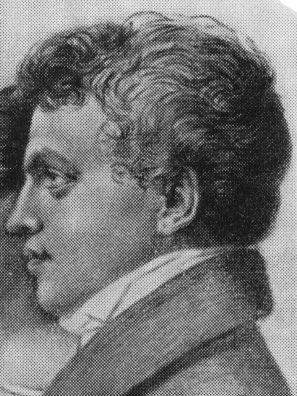
Ernst Gossler (1824)

Ernst Gossler war ein Sohn des Hamburger Senators Johann Heinrich Gossler (1775–1842), seine Brüder waren Hermann Gossler (1802–1877), Johann Heinrich Gossler (1805–1879) und Wilhelm Gossler (1811–1895). Er wurde 1831 an der Universität Heidelberg zum Dr. jur. promoviert und im folgenden Jahr in Hamburg als Advokat zugelassen. 1843 wurde Gossler am Hamburger Niedergericht zum Richter und 1861 zum Präses gewählt. Mit der Einführung der Reichsjustizgesetze trat er 1879 in den Ruhestand.

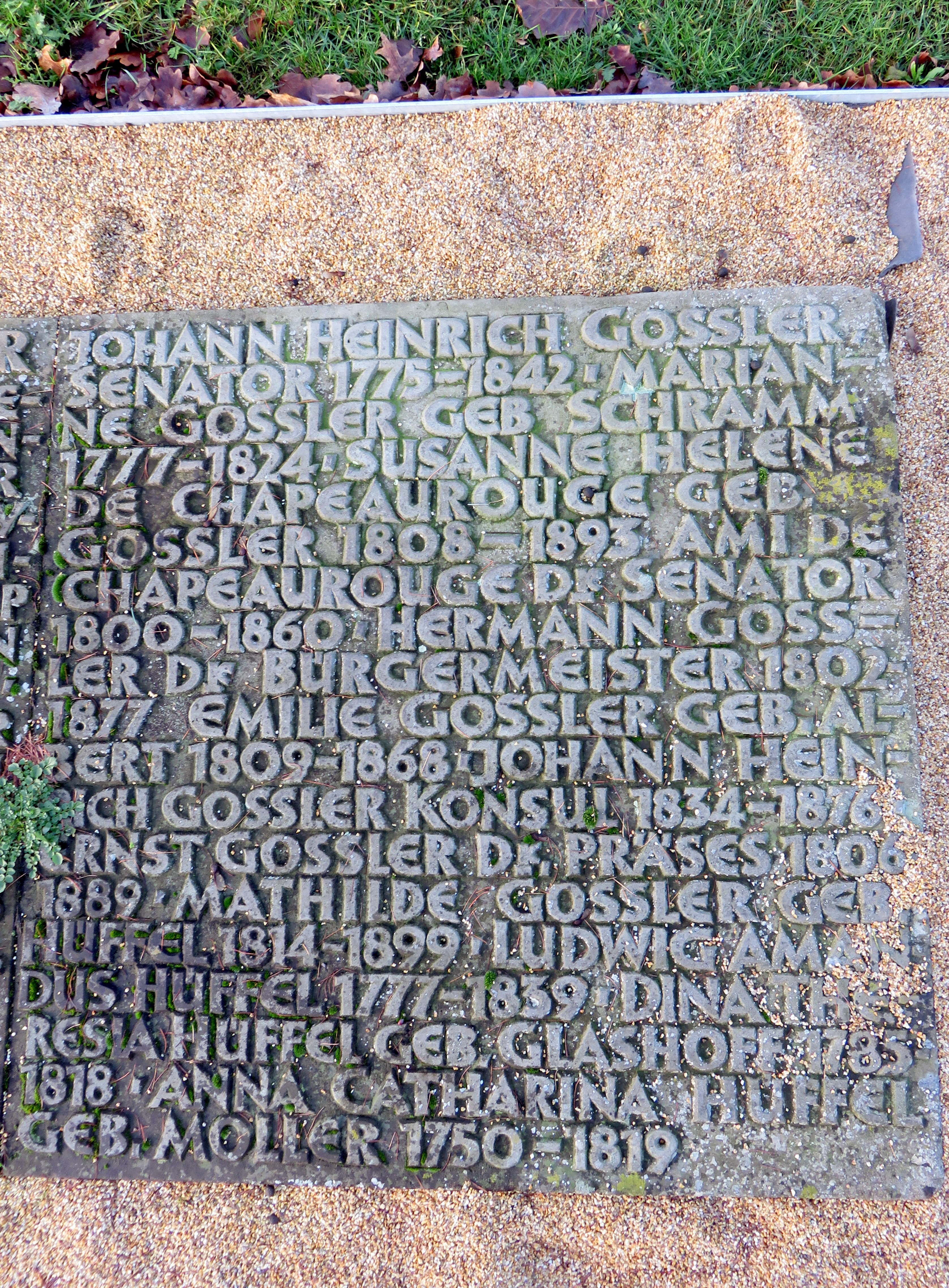
„Ernst Gossler Dr. Präses“ und „Mathilde Gossler geb Hüffel 1814-1899“, Friedhof Ohlsdorf

Gossler fungierte von 1852 bis 1868 als Mitglied des Armenkollegiums und war in dieser Eigenschaft ab 1854 Mitglied des Gesundheitsrats. Er gehörte von 1871 bis 1887 der Verwaltung der St. Michaeliskirche an, zunächst als Gemeindeverordneter und ab 1882 als Kirchenvorsteher. Gossler war von 1871 bis 1880 Mitglied des Konvents des Stadtgemeinden und 1880 bis 1886 Mitglied der Synode der evangelisch-lutherischen Kirche in Hamburg. Er amtierte als Vorsitzender des Ausschusses der Berlin-Hamburger Bahn und war Mitglied des Vorstands der Philharmonischen Gesellschaft. Von 1854 bis 1887 war Gossler Patron der Welkenschen Armenschule.
Gossler gehörte von 1859 bis 1862 der Hamburgischen Bürgerschaft an. Er wurde am 18. Dezember 1861 zum ersten Vizepräsidenten gewählt und am 4. Januar 1862 auf eigenen Antrag wieder entlassen.
Ernst Gossler heiratete 1837 Mathilde Hüffel (* 1814), sie hatten fünf Söhne und zwei Töchter. Der älteste Sohn Ernst war Bankier und Präsident der Handelskammer Hamburg.
An Ernst Gossler und seine Ehefrau Mathilde wird auf der Doppelsammelgrabplatte Familie Gossler des Althamburgischen Gedächtnisfriedhofs, Friedhof Ohlsdorf, erinnert.